# Ferdinand Lassalle
Ferdinand Lassalle (pův. jménem Ferdinand Johann Gottlieb Lassal, 11. dubna 1825, Vratislav – 31. srpna 1864, Carouge u Ženevy) byl německo-židovský právník a socialistický politik.

## Zakladatel spolku
V roce 1863 založil v Lipsku Všeobecný německý dělnický spolek. Podle něj byly vzápětí zakládány v Rakousko-Uhersku další spolky tohoto typu. Jeho jménem byl nazván první český dělnický tělocvičný spolek v Brně Juliánově, který zde vznikl roku 1894.